# 孤山站 (韓國)
孤山站（：／ Gosan yeok */?）是大邱地鐵2號線沿線的一座地下車站，位於韓國大邱廣域市寿城区時至洞。

## 車站結構
站體為2面2線側式月台的地下車站，候車月台設有月台幕門，並有4處出口。

### 月台配置
| 壽城阿爾法城 ↑ |
| \| 上          |
| ↓ 新梅         |

| 月台 | 路線               | 目的地                 |
| ---- | ------------------ | ---------------------- |
| 上行 | ●大邱都市鐵道2號線 | 半月堂、龍山、汶陽方向 |
| 下行 | ●大邱都市鐵道2號線 | 新梅、沙月、嶺南大方向 |

## 歷史
- 2005年10月18日：開通啟用。

## 車站周邊
- 孤山郵局
- 孤山2洞治安中心
- 蘆邊中學
- 蘆邊初等學校
- 大邱孤山初等學校
- 大邱銀行孤山分行
- 韓國農業協會孤山支社倉庫
- 佳川站

## 圖片

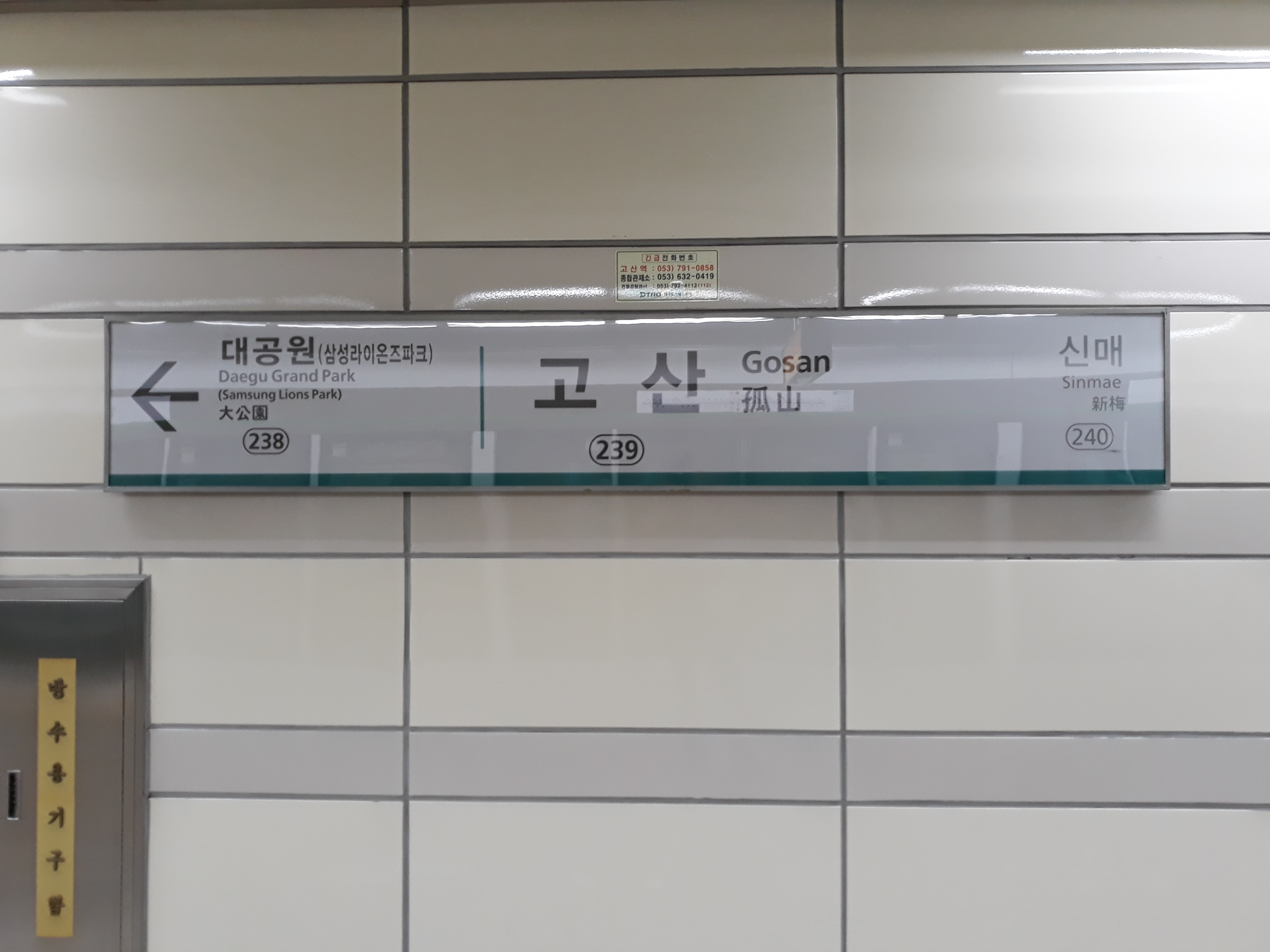
站名牌
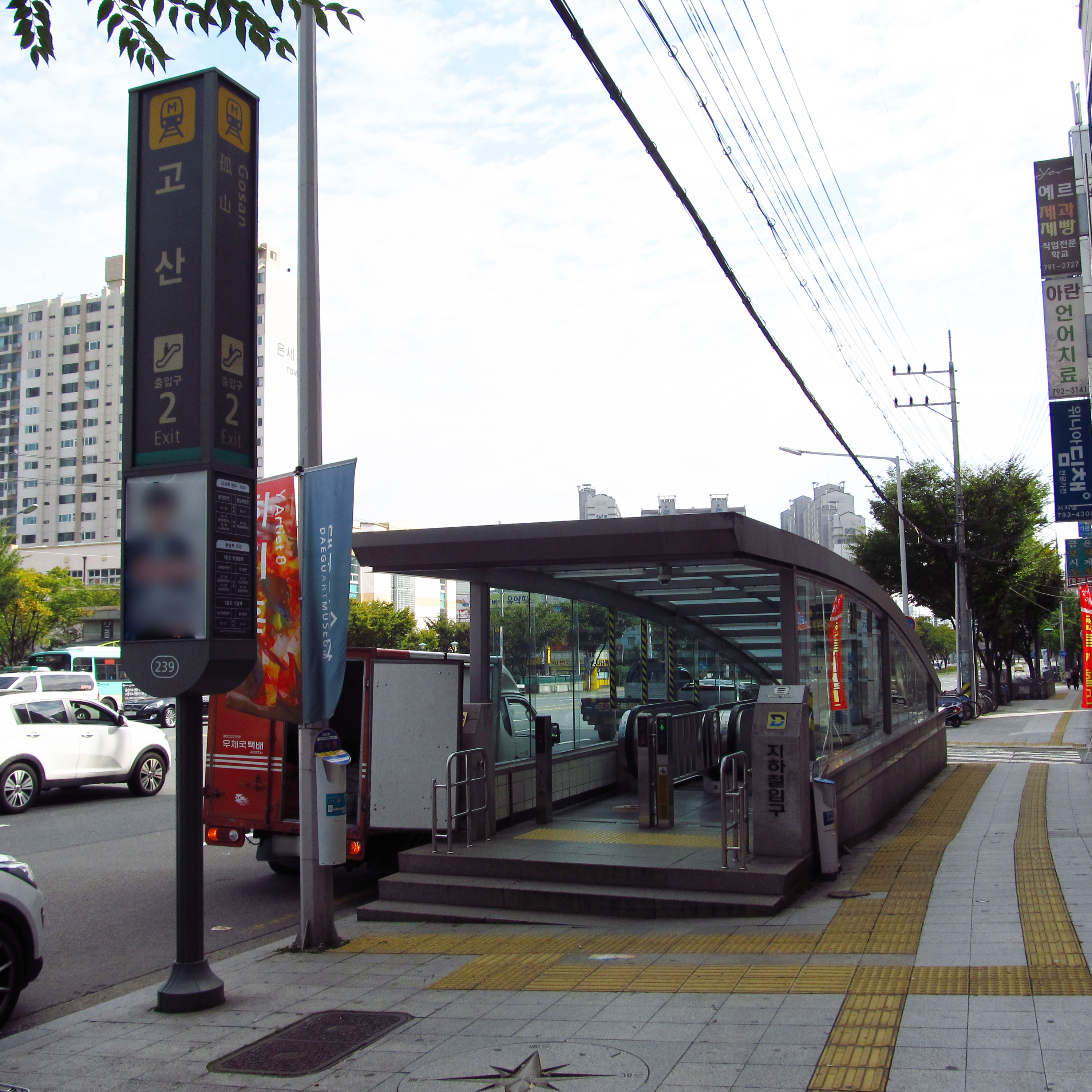
2號出口
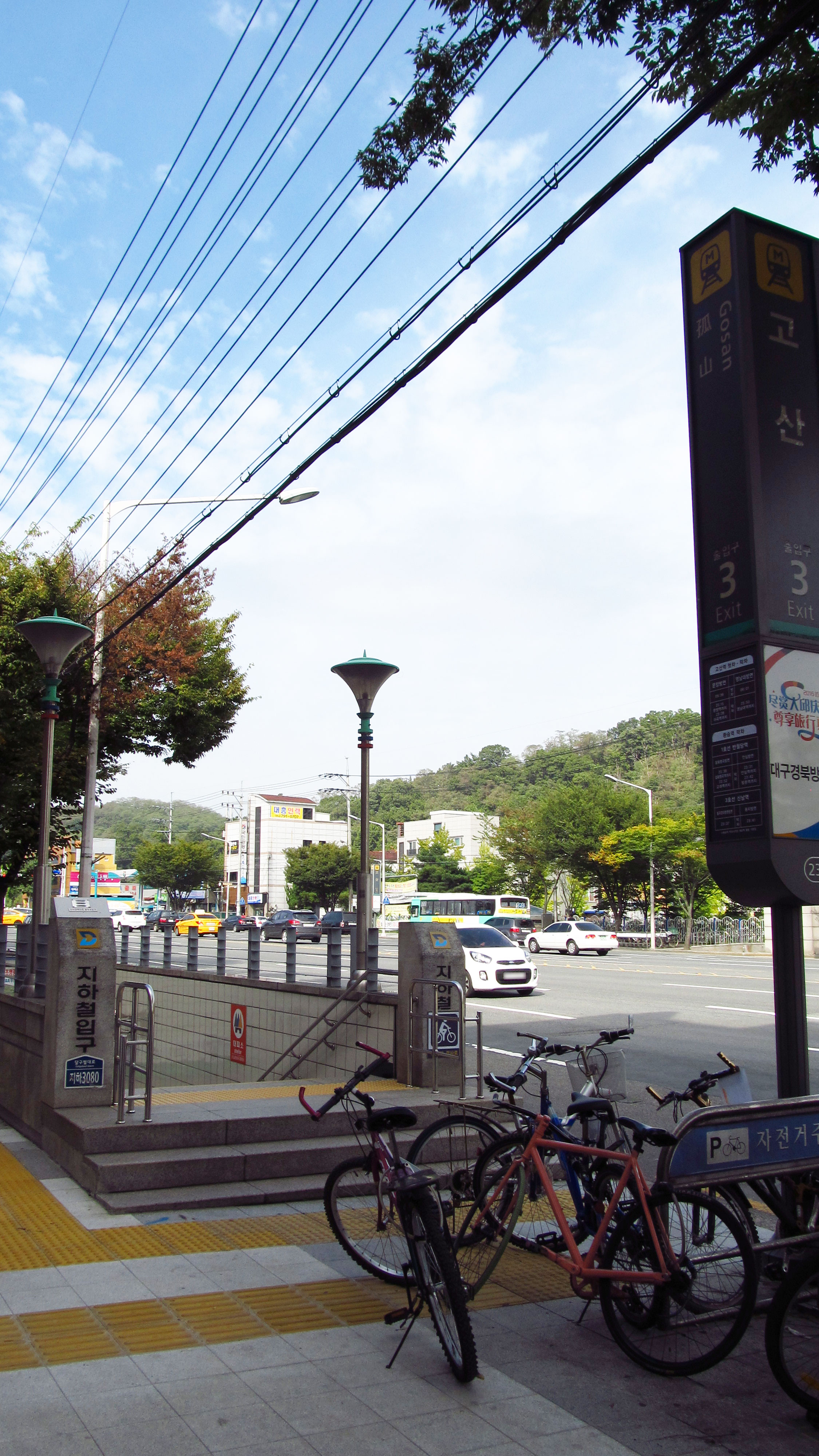
3號出口

## 相鄰車站
大邱都市鐵道公社
●大邱都市鐵道2號線
壽城阿爾法城（238）－孤山（239）－新梅（240）